# Digital Anvil
Digital Anvil (tudi digital ANViL) (angleško digitalno nakovalo) je ameriško računalniško podjetje s sedežem v Austinu, Teksas, ZDA, ki se prvenstveno ukvarja z izdelavo računalniških iger. Ustanovljeno je bilo leta 1996, ko so avtor računalniške igre Wing Commander Chris Roberts in še nekateri zaposleni zapustili Origin Systems, Inc. Po besedah Chrisa Robertsa so ustanovili Digital Anvil, da bi povrnili vzdušje »majhne skupine«, ki je bila značilna za industrijo računalniških iger v 80-tih letih 20. stoletja. Na začetku so napovedali izdajo štirih iger: Conquest: Frontier Wars, igro v vesolju v slogu igre Command & Conquer; Loose Cannon, simulacijo dirk podobno kasnejšima Driver in Grand Theft Auto; Starlancer igro bojevanja v vesoljskem prostoru v duhu tradicije igre Wing Commander in mojstrsko delo podjetja Freelancer, neuradno prizadevno nadaljevanje igre Wing Commander: Privateer.
Prva igra, ki je izšla, je bila Starlancer, ki jo je razvilo zunanje podjetje Warthog. Na žalost je izšla v času padajočega zanimanja za igre vesoljskega bojevanja in igra je bila finančni polom. Dve načrtovani nadaljevanji sta padli v vodo.
Digital Anvil je leta 2000 pokupil Microsoft. Ena od posledic tega dejanja je bilo preimenovanje iger, ki so bile v razvoju. Igri Conquest: Frontier Wars in Loose Cannon je podjetje zavrnilo, kasneje pa ju je izbral založnik Ubi Soft Entertainment. Conquest je izšla leta 2001, Loose Cannon pa še ne, tako da je vprašanje, če sploh kdaj bo. Mnogo osebja Digital Anvil, ki je delalo na razvoju Loose Cannon, se je preusmerilo na razvoj igre Freelancer. Igro Brute Force so iz igre za osebni računalnik preneseli za izključno igralno konzolo Xbox. Od projektov, je le Freelancer ušel velikim spremembam. Soustanovitelj Chris ROberts je po Microsoftovem prevzemu odšel, vendar je kot svetovalec še sodeloval pri razvoju igre Freelancer.
Digital Anvil je tudi prispeval odlične vizualne učinke za film Wing Commander (Vesoljski poveljnik) iz leta 1999.
Ker je bilo podjetje naslednje leto nekako navidez nedejavno, so se mnogi spraševali, ali bo luč sveta sploh še ugledala kakšna njihova igra. Potem je leta 2001 podjetje novinarjem in igričarskemu občestvu nakazalo, da razvija igro Freelancer. Čeprav so opustili kar nekaj želenih elementov igre, se je pokazalo, da igra ni bila strel v prazno.
Marca leta 2003 je igra Freelancer končno izšla in takoj postala ena tedaj najbolje prodajanih izdelkov. Odziv je bil mešan, prodaja pa je stekla v redu. Maja istega leta je Digital Anvil izdalo igro Brute Force za Xbox. Tudi ta igra se je dobro odrezala in požela nekaj rekordov v prodaji za igre Xbox.
Microsoft se je odločil, da bo na novo zaposlil uslužbence v svojem sedežu Microsoft Game Studios. Od 31. januarja 2006 Digital Anvil uradno ne obstaja več.